# Хлоя і Тео
Хлоя і Тео (англ. Chloe and Theo) — американський незалежний фільм-драма 2015 року режисера Езни Сендс (Ezna Sands). В головних ролях: Дакота Джонсон, Міра Сорвино та Тео Ікуммакью (англ. Theo Ikummaq). За мотивами реальної історії подорожі Тео в США, де він зустрівся із продюсером цього фільму Монікою Орд (англ. Monica Ord). Фільм вийшов в США 4 вересня 2015 з обмеженим тиражем і по цифровій, кабельній, супутниковій або ефірній телевізійній мережі.

## Сюжет
З давніх часів інуіти живуть на півночі, де є тільки лід, сніг, мороз та тишина. Вони вдячні природі за її дари і звилки жити в гармонії з нею. Саме в цьому краї народився і виріс інуіт Тео, якому доведеться залишити холодну Арктику та вирушити на південь, щоби попередити людей про можливу екологічну катастрофу. Глобальне потепління невблаганно впливає на всю планету. Арктичні льодовики постійно тануть і мешканці півночі куди більш виразно розуміють до яких наслідків це може призвести.
Тео доручають важливу місію — розшукати на півдні старійшин і повідомити їм про велику проблему. Доля закидує ескімоса в багатолюдний, метушливий Нью-Йорк, де Тео знайомиться з молодою бездомною дівчинкою на ім'я Хлоя. Дізнавшись історію дивного ескімоса, дівчина вирішує допомогти йому, але у своєму бажанні донести правду до людей Хлоя та Тео стикаються з багатьма проблемами.

## У ролях
| Актор          | Роль       |
| -------------- | ---------- |
| Дакота Джонсон | Хлоя       |
| Міра Сорвіно   | Моніка     |
| Theo Ikummaq   | Тео        |
| Ларрі Кінг     | Ларрі Кінг |